# 那波師曾
那波 師曾（なわ/なば しそ、1727年（享保12年）- 1789年10月29日（寛政元年9月11日））は、江戸時代中期に活躍した儒学者である。号は魯堂または鉄硯道人で、字は孝卿。通称は主膳。

## 経歴・人物
那波活所の玄孫として、播磨の姫路に生まれる。17歳のころに岡白駒の門人となり、古学を学んだ。22歳の時には聖護院で家塾を開き、生徒たちに古学を伝授した。しかし、宝暦のころに古学を批判したことにより、師から破門され朱子学に転じた。同時期に伊藤仁斎や荻生徂徠が唱えた学説も批判した。
晩年は当時阿波藩主であった蜂須賀治昭に招聘され、藩士たちに儒学を伝授した。後に「四国の正学」と呼ばれ、一躍有名となった。
大正4年（1915年）、正五位を追贈された。

## 主な著作物

### 主著
- 『学問源流』- 師曾の代表的な著書。全1巻からなり、主に平安時代における儒学の歴史が述べられている。なお、序文は師曾の実弟であった奥田元継が著している。
- 『左伝例』

### その他の著書
- 『道統問答』
- 『東遊篇』